# Bob Kick, l'enfant terrible
Bob Kick, l'enfant terrible es un cortometraje mudo francés de 1903 de Georges Méliès. Fue vendido por Star Film Company de Méliès y tiene el número 510–511 en sus catálogos.
Méliès interpreta a Bob Kick en la película, que utiliza pirotecnia, empalmes de sustitución y exposiciones múltiples para crear sus efectos especiales. La película es una de varias películas con trucos de Méliès en las que se utilizan efectos mágicos para sugerir un tema de belleza femenina ilusoria.
En la Biblioteca del Congreso se conservan dos copias idénticas en papel de la película, que representan sus estrenos en Estados Unidos y Francia. Pueden existir versiones variantes de la película; En una guía de 1981 de las películas de Méliès, publicada por el Centre national de la cinématographie, los editores informaron que el final que vieron difería del resumido por John Frazer en su libro de 1979 Artificially Arranged Scenes: The Films of Georges Méliès.